# Plutonia christinae
Plutonia christinae is een slakkensoort uit de familie van de Vitrinidae. De wetenschappelijke naam van de soort is voor het eerst geldig gepubliceerd in 1993 door Groh.